# غذا، لباس و سرپناه
غذا، لباس و سرپناه (به هندی: Roti Kapda Aur Makaan) فیلمی محصول سال ۱۹۷۴ و به کارگردانی مانوج کومار است. در این فیلم بازیگرانی همچون مانوج کومار، شاشی کاپور، زینت امان، موشومی چاترجی، آمیتاب باچان، کامینی کاشال، آریونا ایرانی ایفای نقش کرده‌اند.